# Olympische Sommerspiele 1972/Teilnehmer (Gabun)
| Gelbes Symbol für Goldmedaillen mit stilisierten Olympischen Ringen | Graues Symbol für Silbermedaillen mit stilisierten Olympischen Ringen | Braundes Symbol für Bronzemedaillen mit stilisierten Olympischen Ringen |
| ------------------------------------------------------------------- | --------------------------------------------------------------------- | ----------------------------------------------------------------------- |
| —                                                                   | —                                                                     | —                                                                       |

Gabun nahm bei den Olympischen Sommerspielen 1972 in München zum ersten Mal an Olympischen Spielen teil. Bei seinem Debüt wurde das Land durch einen Sportler vertreten.

## Teilnehmer nach Sportarten

### Boxen
- Joseph M’Bouroukounda
Federgewicht: 33.